# Георг Адам III фон Шлибен
Георг Адам III фон Шлибен (на немски: Georg Adam III Graf von Schlieben; * 5 февруари 1688 в 	Гердауен в област Калининград ; † 15 юни 1737 в Халберщат) е граф от знатния саксонски род Шлибен, пруски сухопътен полковник и „амтс-хауптман“ в Остероде и Хоенщайн.
Той е третият син на граф Георг Адам II фон Шлибен (1647 – 1720) и съпругата му фрайин Елеонора Кристина фон Оелзен (1652 – 1713), дъщеря на фрайхер Хайнрих фон Оелзен (1619 – 1662) и Маргарета фон Кардорф (1627 – 1669). Внук е на Георг Адам I фон Шлибен (1605 – 1649) и Естер фон Фланс (1614 – 1682). Баща му е издигнат на пруски граф през 1718 г. Брат е на граф Георг Кристоф фон Шлибен (1676 – 1748) и на граф Адам Фридрих фон Шлибен (1677 – 1752).
Георг Адам III фон Шлибен умира на 49 години на 15 юни 1737 г. в Халберщат.
Внучка му Фридерика фон Шлибен (1757 – 1827) се омъжва в Кьонигсберг на 9 март 1780 г. за херцог Фридрих Карл Лудвиг фон Шлезвиг-Холщайн-Зондербург-Бек (1757 – 1816) и е баба на датския крал Кристиан IX (1818 – 1906).

## Фамилия
Георг Адам III фон Шлибен се жени на 29 ноември 1720 г. в Шьонберг за графиня Катарина Доротея Финк фон Финкенщайн (* 5 юни 1700, Шьонберг; † 15 юли 1728, Халберщат), сестра на граф Вилхелм Албрехт Финк фон Финкенщайн (1705 – 1752), дъщеря на граф Албрехт Кристоф Финк фон Финкенщайн (1661 – 1730) и фрайин Арнолда Шарлота фон Крайцен (1673 – 1749). Те имат децата:
- Мария Шарлота Луиза фон Шлибен (* 23 септември 1721, Гердауен; † 3 август 1803, Морунген), омъжена през януари 1739 г. в Кьонигсберг за граф Фридрих Конрад Финк фон Финкенщайн (* 5 февруари 1713, Гилгенбург; † 25 септември 1748)
- Карл Леополд фон Шлибен (* 3 февруари 1723, Магдебург; † 18 април 1788, Кьонигсберг), пруски  министър (1769 – 1772), женен на 18 януари 1747 г. в Кьонигсберг за графиня Мария Елеонора фон Лендорф (* 5 февруари 1723, Щеинорт; † 2 февруари 1800, Кьонигсберг); родители на Фридерика фон Шлибен (1757 – 1827), баба на датския крал Кристиан IX (1818 – 1906).
- Георг Адам IV фон Шлибен (* 14 юни 1728; † 4 октомври 1795), женен на 11 февруари 1754 г. за Катарина Елизабет фон дер Марвиц (* 3 септември 1733; † 10 септември 1807)